# DENGEKI 電撃
『DENGEKI 電撃』（でんげき、Exit Wounds）は、2001年公開のアメリカ合衆国のアクション映画。監督はアンジェイ・バートコウィアク、出演はスティーヴン・セガールとDMXなど。バートコウィアク監督によるヒップ・ホップ・カンフー三部作の第2作である。

## ストーリー
デトロイト警察21分署の刑事オーリン・ボイドは、副大統領を襲ったテロリストを一掃するが、シークレットサービスの管轄を侵したうえに、副大統領を逃がすために川に投げ込むなど過激な手段に出たため、これ以上ボイドをかばいきれなくなった友人フランクと、日頃からボイドの過激な行動に頭を悩ませていたヒンジス本部長によって、犯罪地帯と呼ばれる15分署へ左遷される。15分署の女署長マルケイヒーに感情を抑制するためのセミナーへ通うよう命じられるも、初日からセミナーに嫌気がさして机を破壊するなどの乱暴ぶりを見せつける。
ある日、ボイドは偶然麻薬の密売現場を目撃して売人を逮捕するが、それは囮捜査官のモンティーニだった。この失敗により、ボイドは交通整理に格下げされてしまうが、独断で事件の捜査を始め、買人ラトレルの情報を集めるため情報管理庫を訪れる。しかし、そこで覆面をした襲撃犯たちに遭遇し、ボイドは事務室に取り残されていた事務員トリシュを救出する。襲撃犯たちは保管されていた大量の麻薬を強奪し、ボイドは事件に関係があるものと考える。
マルケイヒーに訴えて刑事に復帰したボイドは、新しい相棒のジョージと共に捜査を進め、買人の一人T.Kの経営するクラブに乗り込む。そこにはラトレルもおり、ボイドは二人を逮捕しようとするが逃げられてしまう。ラトレルが収監中の麻薬買人ショーンと面会していたことを突き止め、ボイドは警察内部の人間がラトレルに麻薬を横流ししていると判断した。ボイドはセミナーで知り合ったテレビ番組司会者ヘンリーにラトレルの情報を集めるように依頼し、同時にマルケイヒーにも事実を伝える。同じころ、ラトレルはモンティーニと共に麻薬の取引場所に向かい、黒幕のストラット巡査部長と取引の方法を確認する。
ヘンリーから、ラトレルの正体がショーンの兄だと聞かされたボイドはラトレル逮捕に向かうが、モンティーニに拉致されて殺されそうになる。ボイドは反撃して脱出に成功し、ラトレルを逮捕しようとするが、彼から「警察の不正を暴く証拠を集めるために買人を装っていた」と聞かされる。ラトレルは密売の罪を擦り付けられたショーンを助けるため、T.Kやトリシュと共に警官の不正の証拠を集めていた。ボイドはラトレルに協力することに決め、マルケイヒーに事実を伝える。しかし、モンティーニの仲間から襲撃され、逃走途中に車の事故でマルケイヒーが死んでしまう。脱出に成功したボイドはフランクに応援を求め、取引場所に向かう。
ボイドはフランクと共に取引現場に乗り込むが、そこで本当の黒幕がフランクだったことを知る。フランクはボイドを殺そうとするが、そこにヒンジスとジョージが駆け付け、銃撃戦になる。ボイドは逃走するストラットを追い詰めて彼を殺し、モンティーニはラトレルに、フランクはヒンジスに殺され、事件は解決する。ヒンジスの計らいでショーンは釈放され、彼はボイドに21分署への復帰を持ち掛けるが、ボイドは15分署に残ることを伝える。

## 登場人物
オーリン・ボイド
演 - スティーヴン・セガール
デトロイト警察21分署の刑事。行動力はあるが規律を破りまくる荒唐無稽な男。体格の良いボディーガード二人を一人で倒すなど腕っぷしが強い。周囲にある物を使って危機をしのぐなど頭も切れる。妻がいたが離婚した。
ラトレル・ウォーカー
演 - DMX
麻薬買人。元々の本名はレオン・ロリンズというIT実業家で、コンピュータの天才。他にも格闘術にも優れ、ボイドと互角に渡り合った実力者。ジョージと戦った際に自分に拳銃があり、ジョージが不利な状況でも殺害をしないなど好戦的な性格ではない。ショーンの兄で弟に対する愛情は深い。父はすでに死んでおり、父との約束も弟に対する愛情を深めている。
ジョージ・クラーク
演 - イザイア・ワシントン
ボイドの相棒。ヘンリーのファン。既婚者で結婚5年目になる妻がおり、息子もいる。
T.K.ジョンソン
演 - アンソニー・アンダーソン
買人の一人。クラブ「スティック」のオーナー。ラトレルの友人でもある。ヘンリーのファン。性格は根っからの悪党ではないが、お調子者で人の迷惑を考えないことから、何かと悲惨な目に遭いやすい。
ルイス・ストラット
演 - マイケル・ジェイ・ホワイト
15分署の巡査部長。公明正大で周囲から慕われている。しかし、それは表の顔であり実態は汚職に手を染めた犯罪者。
ヒンジス
演 - ビル・デューク
本部長。ボイドを15分署に送る。ベトナムに参戦した経験がある。
アネット・マルケイヒー
演 - ジル・ヘネシー
15分署の女署長。ボイドのことは前評判を聞いていたこと、しまいには初対面での出来事から印象が最悪だったがボイドとは次第に気が合うようになる。規律に厳しいが、どうしても大事な事を話すときにはTPOを弁えないこともある。終盤では完全にボイトを信じるようになるがカーチェイスに巻き込まれて死亡してしまう。
ヘンリー・ウェイン
演 - トム・アーノルド
テレビ番組の司会者。ファンはそれなりに多い。リンダのセラピーに出席している。パブで情事を楽しむなど俗な一面もある。人気者である故人脈も豊富で、ボイドに協力しラトレルやショーンに関する情報収集を行う。
フランク・ダニエルズ
演 - ブルース・マッギル
ボイドの友人で、21分署の刑事。ボイドの強引な手法に辟易している。本作の黒幕であり命がけで仕事を務めながらも大した報酬をもらえない憂さから汚職に手を染めた。
マット・モンティーニ
演 - デヴィッド・ヴァディム
15分署の警察官。ラトレルの仲間かと思われたが実は潜入捜査をしていたおとり捜査官だった。しかしそれはボイドを騙す嘘で、裏ではストラットの部下として悪事に手を染めていた。
トリシュ
演 - エヴァ・メンデス
事務員。ラトレルの仲間。
ショーン・ロリンズ
演 - ドラッグ＝オン
麻薬買人。ラトレルの実弟。
リンダ
演 - ジェニファー・アーウィン
セラピスト。平和主義者で暴漢に立ち向かったボイドに「暴力はいけない」と訴えた。
副大統領
演 - クリス・ローフォード
犯罪グループに襲われボイドに助けられるが、命を助けるためとはいえ、泳げないのにもかかわらず川に放り込まれ、救助された姿をマスコミに撮られるなど、ボイドの強引すぎるやり方に結局迷惑をこうむられた。
アラン・モリス
演 - アーノルド・ピノック
車屋の店員。
オマリー
演 - ショーン・ローレンス
ボイドの知人。ボイドの行う調査にも協力的。

## キャスト
| 役名                   | 俳優                             | 日本語吹替                                | 日本語吹替                                                              |
| 役名                   | 俳優                             | ソフト版                                  | 日本テレビ版                                                            |
| ---------------------- | -------------------------------- | ----------------------------------------- | ----------------------------------------------------------------------- |
| オーリン・ボイド       | スティーヴン・セガール           | 玄田哲章                                  | 大塚明夫                                                                |
| ラトレル・ウォーカー   | DMX                              | 大川透                                    | 寺杣昌紀                                                                |
| ジョージ・クラーク     | イザイア・ワシントン             | 伊藤健太郎                                | 藤原啓治                                                                |
| T.K.ジョンソン         | アンソニー・アンダーソン         | 桜井敏治                                  | 塩屋浩三                                                                |
| ルイス・ストラット     | マイケル・ジェイ・ホワイト       | 中田譲治                                  | 立木文彦                                                                |
| ヒンジス本部長         | ビル・デューク                   | 斎藤志郎                                  | 内海賢二                                                                |
| アネット・マルケイヒー | ジル・ヘネシー                   | 弘中くみ子                                | 山像かおり                                                              |
| ヘンリー・ウェイン     | トム・アーノルド                 | 西村知道                                  | 江原正士                                                                |
| フランク・ダニエルズ   | ブルース・マッギル               | 渡部猛                                    | 池田勝                                                                  |
| マット・モンティーニ   | デヴィッド・ヴァディム           | 井上倫宏                                  | 内田直哉                                                                |
| トリシュ               | エヴァ・メンデス                 | 朴璐美                                    | 斎藤恵理                                                                |
| ユーセルディンガー     | マシュー・G・テイラー            | 天田益男                                  | 佐々木誠二                                                              |
| ショーン・ロリンズ     | ドラッグ＝オン                   | 櫻井孝宏                                  | 桐本琢也                                                                |
| セラピストのリンダ     | ジェニファー・アーウィン         | 伊藤美紀                                  | 小林優子                                                                |
| 副大統領               | クリス・ローフォード             | 松本大                                    | 田原アルノ                                                              |
| ノリス                 | ラザフォード・グレイ             | 一条和矢                                  | 斉藤次郎                                                                |
| カールソン             | ディーン・モンロー・マッケンジー | 中村大樹                                  | 鈴木正和                                                                |
| アラン・モリス         | アーノルド・ピノック             | 中村大樹                                  | 牛山茂                                                                  |
| グレゴリー             | グレゴリー・ビターレ             | 斉藤次郎                                  | なし                                                                    |
| オマリー               | ショーン・ローレンス             | 後藤哲夫                                  | 中博史                                                                  |
| 郡刑務所の受付         | リック・デマス                   | 後藤哲夫                                  | 長嶝高士                                                                |
| その他                 |                                  | 河野智之 重松朋 田中完                    | 古田信幸 宝亀克寿 大川透 竹田雅則 田村聖子 出口佳代 中嶋将平 大久保利洋 |
|                        |                                  |                                           |                                                                         |
| 演出                   |                                  | 岩浪美和                                  | 伊達康将                                                                |
| 翻訳                   |                                  | 久保喜昭                                  | 松崎広幸                                                                |
| 調整                   |                                  | 菊地一之                                  | 阿部直子                                                                |
| 効果                   |                                  |                                           | サウンドボックス                                                        |
| 録音                   |                                  |                                           | オムニバス・ジャパン                                                    |
| 担当                   |                                  |                                           | 稲毛弘之                                                                |
| 制作                   |                                  | ワーナー・ホーム・ビデオ プロセンスタジオ | 東北新社                                                                |
| 初回放送               |                                  |                                           | 2004年10月15日 『金曜ロードショー』 21:03-22:54                         |

## 作品の評価
Rotten Tomatoesによれば、66件の評論のうち、33%にあたる22件が高く評価しており、平均して10点満点中4.39点を得ている。
Metacriticによれば、9件の評論のうち、高評価は1件、賛否混在は4件、低評価は4件で、平均して100点満点中39点を得ている。